# 比爾城堡

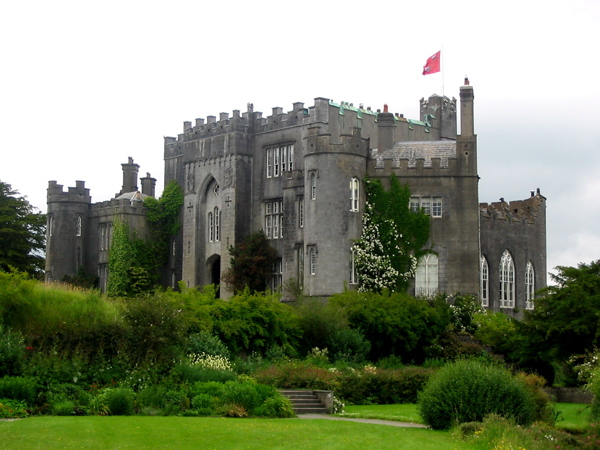
比爾城堡

比爾城堡（Birr Castle）是愛爾蘭奧法利郡比爾市內的一座大型城堡。它是羅斯伯爵（Earl of Rosse）七世的住所。

## 巨型望遠鏡
城堡最大的特色是地上一台「巨型望遠鏡」，該天文望遠鏡擁有一塊72吋的反射鏡。該座望遠鏡在1845年製成，幾十年來一直被使用，直至1900年代初才進行最後一次觀察。比它更大的胡克望遠鏡在1917年建成，它是一台擁有100吋反射鏡的反射望遠鏡。比爾城堡的巨型望遠鏡於1914年遭拆除，後來經修復便供公眾參觀。
羅斯伯爵四世勞倫斯·帕森思（Laurence Parsons）及其母親在拍攝天象照片方面非常有名，帕森思母親的暗房亦供遊客參觀，該暗房相信是世界上現存最古老的暗房。
城堡有一條愛爾蘭最古舊以熟鐵製的橋，這條橋的歷史可追溯至1820年。
城堡的花園植有超過300歲的黃楊木作籬笆之用，根據《金氏世界紀錄大全》，那是世界上最高的籬笆。

## 外部連結
- Birr Castle Demesne/ 比爾城堡莊園的網頁（英文） （页面存档备份，存于）

53°05′43″N 7°54′56″W / 53.0953°N 7.9155°W